# Echinopepon parviflorus
Echinopepon parviflorus är en gurkväxtart som först beskrevs av S. Wats., och fick sitt nu gällande namn av S. Wats. Echinopepon parviflorus ingår i släktet Echinopepon och familjen gurkväxter. Inga underarter finns listade i Catalogue of Life.